# Schloss Thörl

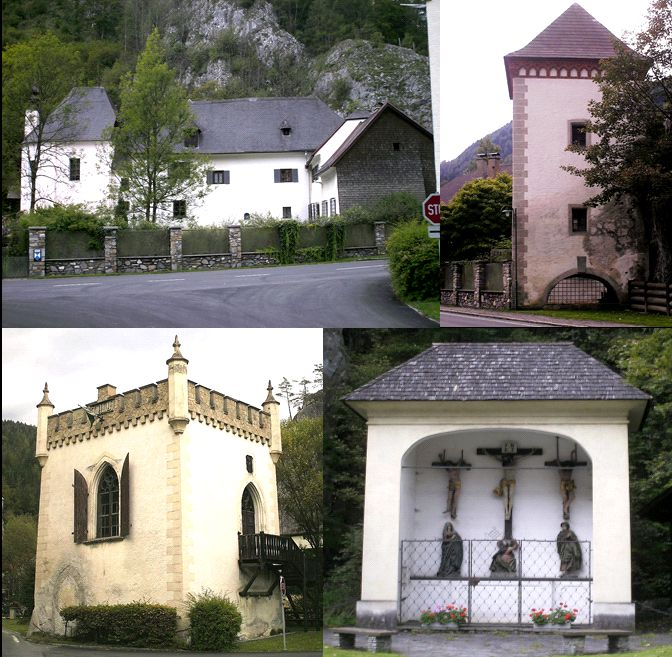
Schloss Thörl mit Torturm, Jägerturm und Kreuzigungsgruppe

Das Schloss Thörl liegt in der Gemeinde Thörl, direkt am Thörlbach und der Mariazeller Straße nördlich von Bruck an der Mur in der Steiermark (Österreich) auf ca. 630 m ü. A.
Das Gebäude entwickelte sich in drei Bauphasen aus einer als toer in der Aynoed bezeichneten Straßensperre/Wehranlage (erstmals 1345 urkundlich erwähnt). Sie erstreckte sich vom Ufer des Thörlbaches im Osten bis zu einem Felsvorsprung im Westen. Reste des Tores sind bis heute im Jägerturm erhalten geblieben. Vom 17. bis 19. Jahrhundert erfolgte der Aus- und Umbau der Anlage zu einem Schloss beziehungsweise herrschaftlichen Gewerkensitz. Das Schloss befindet sich heute im Besitz einer Familienstiftung und dient zu Wohn- und Repräsentationszwecken. Die Barbarakapelle wird für festliche Ereignisse und Veranstaltungen genutzt.

## Baugeschichte
Der Ausbau der Vessten am Thörl zum Gewerkensitz begann ab 1450 durch Sebald I. Pögel (Nordost-Trakt). Die Umbauarbeiten waren wahrscheinlich 1510 beendet, die Jahreszahl am Torturm deutet darauf hin. 1630 erweiterte Jörg von Klingendraht den NO-Trakt (heutiger Osttrakt) und renovierte die Barbarakapelle. 1740 bauten Franz Gasteiger, der seit diesem Jahr Gewerke am Thörl war, und seine Frau Anna-Maria das Anwesen zum Schloß aus (Verbindung d. Kapelle mit den Osttrakt, Umbauten an der Südseite). Gasteiger starb aber bereits 1747 und seine Witwe vollendete den Umbau. Josef Karl Gasteiger Edler von Lorberau beauftragte 1767 Josef A. von Mölck, die Südfront des Schlosses mit Fresken zu verzieren. Nach 1855 trugen Ignaz und Maria Fürst einige Gebäudeteile aus dem 18. Jahrhundert und die spätmittelalterliche Mauer ab, da sie den stetig anwachsenden Durchzugsverkehr behinderten. Zwischen 1871 und 1872 erfolgten weitere Umbauten am Schloß, darunter v. a. die Versetzung und Neugestaltung des Jägerturmes, um Platz für die Neutrassierung der Mariazellerstraße zu schaffen. In den 1980er Jahren wurde das Gebäude – mit sachkundiger Unterstützung des Bundesdenkmalamtes – von den Eigentümern umfassend restauriert. Der Jägerturm wurde 1991 von der Gemeinde Thörl saniert.
Nach dem Tod des Eigentümers Karl Hempel, Enkelsohn des Gewerken Ignaz Fürst, im Jahre 2015 wurde das Schloss in eine Familienstiftung überführt. Im April 2018 wurde bekannt, dass das Schloss für rund 1,5 Millionen Euro verkauft werden soll.
Unmittelbar südwestlich wurde die Schlosskapelle errichtet und spätestens um 1469 fertiggestellt. Mitte des 18. Jahrhunderts wurde sie von Grund auf neu errichtet. Sie ist der hl. Barbara, der Schutzheiligen der Bergleute, geweiht.